# Equitazione ai Giochi della XVII Olimpiade - Concorso completo a squadre
La competizione del concorso completo a squadre di equitazione dei Giochi della XVII Olimpiade si è svolta nei giorni dal 6 al 10 settembre 1960 a Piazza di Siena, e al Centro ippico di Pratoni del Vivaro.

## Classifica finale
La classifica finale era determinata sommando i punti dei migliori tre cavalieri di ogni nazione della prova individuale.
| Pos.             | Nazione       | Binomio            | Binomio         | Risultato Individuale | Risultato Totale |
| Pos.             | Nazione       | Cavaliere          | Cavallo         | Risultato Individuale | Risultato Totale |
| ---------------- | ------------- | ------------------ | --------------- | --------------------- | ---------------- |
| 1                | Australia     | Lawrence Morgan    | Salad Days      | 7,15                  | -128,18          |
| 1                | Australia     | Neale Lavis        | Mirrabooka      | -16,50                | -128,18          |
| 1                | Australia     | Bill Roycroft      | Our Solo        | -118,83               | -128,18          |
| 2                | Svizzera      | Anton Bühler       | Gay Spark       | -51,21                | -386,02          |
| 2                | Svizzera      | Hans Schwarzenbach | Burn-Trout      | -131,45               | -386,02          |
| 2                | Svizzera      | Rudolf Günthardt   | Atraba          | -203,36               | -386,02          |
| 3                | Francia       | Louis Jean Le Goff | Image           | -72,91                | -515,71          |
| 3                | Francia       | Guy Lefrant        | Nicias          | -208,50               | -515,71          |
| 3                | Francia       | Jéhan Le Roy       | Garden          | -234,30               | -515,71          |
| 4                | Gran Bretagna | Michael Bullen     | Cottage Romance | -62,60                | -516,21          |
| 4                | Gran Bretagna | Albert Edwin Hill  | Wild Venture    | -215,60               | -516,21          |
| 4                | Gran Bretagna | Frank Weldon       | Samuel Johnson  | -238,01               | -516,21          |
| 5                | Italia        | Lucio Tasca        | Rahin           | -125,80               | -528,21          |
| 5                | Italia        | Ludovico Nava      | Arcidosso       | -161,91               | -528,21          |
| 5                | Italia        | Giovanni Grignolo  | Court Hill      | -240,50               | -528,21          |
| 6                | Irlanda       | Edward Harty       | Harlequin       | -112,30               | -674,00          |
| 6                | Irlanda       | Anthony Cameron    | Sonnet          | -251,55               | -674,00          |
| 6                | Irlanda       | Ian Hume-Dudgeon   | Corrigneagh     | -310,15               | -674,00          |
| Non Classificate |               |                    |                 |                       |                  |
| Argentina        |               |                    |                 |                       |                  |
| Bulgaria         |               |                    |                 |                       |                  |
| Canada           |               |                    |                 |                       |                  |
| Danimarca        |               |                    |                 |                       |                  |
| Germania         |               |                    |                 |                       |                  |
| Polonia          |               |                    |                 |                       |                  |
| Portogallo       |               |                    |                 |                       |                  |
| Romania          |               |                    |                 |                       |                  |
| Spagna           |               |                    |                 |                       |                  |
| Unione Sovietica |               |                    |                 |                       |                  |
| Svezia           |               |                    |                 |                       |                  |
| Stati Uniti      |               |                    |                 |                       |                  |